# Sam Hanks
Sam Hanks (Columbus, Ohio, 13 de julio de 1914-Pacific Palisades, California, 27 de junio de 1994) fue un piloto de motociclismo y automovilismo estadounidense.
Fue campeón de categorías de motocicletas, midgets y stock cars nacionales o regionales, antes y después de la Segunda Guerra Mundial, donde sirvió para el ejército de los Estados Unidos.
Ganó la Indianápolis 500 de 1957 con un Epperly, cuando era parte del Campeonato Nacional de la AAA y del Campeonato de Fórmula 1, además obtuvo otros tres podios en dicha carrera.

## Resultados

### Fórmula 1
(Clave) (negrita indica pole position) (cursiva indica vuelta rápida)

| Año         | Escudería                    | 1   | 2       | 3       | 4   | 5   | 6   | 7   | 8   | 9   | Pos. | Puntos |
| ----------- | ---------------------------- | --- | ------- | ------- | --- | --- | --- | --- | --- | --- | ---- | ------ |
| 1950        | Merz Engineering/Milt Marion | GBR | MON     | 500 Ret | SUI | BEL | FRA | ITA |     |     | NC   | 0      |
| 1951        | Peter Schmidt                | SUI | 500 Ret | BEL     | FRA | GBR | GER | ITA | ESP |     | NC   | 0      |
| 1952        | Bardahl/Ed Walsh             | SUI | 500 3   | BEL     | FRA | GBR | GER | NED | ITA |     | 12.º | 4      |
| 1953        | Bardahl/Ed Walsh             | ARG | 500 3‡  | NED     | BEL | FRA | GER | GBR | SUI | ITA | 13.º | 2      |
| 1954        | Bardahl/Ed Walsh             | ARG | 500 11  | BEL     | FRA | GBR | GER | SUI | ITA | ESP | NC   | 0      |
| 1955        | Jones & Maley Cars           | ARG | MON     | 500 Ret | BEL | NED | GBR | ITA |     |     | NC   | 0      |
| 1956        | Jones & Maley Cars           | ARG | MON     | 500 2   | BEL | FRA | GBR | GER | ITA |     | 7.º  | 6      |
| 1957        | Belond Exhaust/George Salih  | ARG | MON     | 500 1   | FRA | GBR | GER | PES | ITA |     | 8.º  | 8      |
| Referencia: |                              |     |         |         |     |     |     |     |     |     |      |        |